# FK Kolubara
Fudbalski Klub Kolubara (serb: Фудбалски Клуб Колубара) – serbski klub piłkarski z Lazarevaca, utworzony w 1919 roku. Obecnie występuje w serbskiej Srpska Liga Beograd.